# Pi Scheffer
Johannes (Pi) Scheffer (Amsterdam, 21 september 1909 – Naarden, 14 januari 1988) was een Nederlands componist, pedagoog en dirigent. Pi is een bijnaam, die hem door collega's is gegeven. De naam van de musicus Pi Scheffer is bekend, die van de docent Engels Dr. Johannes Scheffer vrijwel niet. Toch behoren zij beide toe aan een en dezelfde persoon.

## Levensloop
Scheffer kreeg zijn eerste muzieklessen van zijn vader, een koorleider en organist. Hij leerde zijn zoon tevens het grootste van de instrumenten te bespelen. Pi speelde klarinet in de Harmonie Laurens Janszoon Coster in Haarlem en tegelijkertijd speelde hij trombone in het Fanfareorkest Sursum te Bloemendaal en in het symfonieorkest Euterpe in Haarlem.
Aan de Da Costa kweekschool te Haarlem behaalde hij in 1928 de onderwijzersakte, in 1930 de hoofdakte. In 1931 slaagde hij voor de akte Engels LO en later voor de lagere akten Duits en wiskunde. Na een aantal jaren muziek en onderwijs met elkaar te hebben gecombineerd, besloot Scheffer om beroepsmusicus te worden. Grote naam maakte hij na de Tweede Wereldoorlog met The Skymasters. Hij leidde verscheidene andere radio-orkesten, zoals de OK Wobblers, het amusementsorkest De Zaaiers, het Divertimento-orkest en de NCRV-tv Big Band. In deze tijd nam hij privé harmonie- en contrapuntlessen bij Ernest Willem Mulder en directielessen bij Toon Verwey.
Na een aantal jaren wisselde hij opnieuw en behaalde in recordtijd zijn MO-akte Engels A en B en promoveerde tot Doctor in de letteren aan de Universiteit van Amsterdam. In 1964 werd Pi Scheffer benoemd tot wetenschappelijk medewerker aan deze universiteit. Toch bleef Pi Scheffer zich met muziek bezighouden. Af en toe verving hij een orkestleider of speelde in een band mee. Verder arrangeerde en componeerde hij of bedacht muzikale grappen zoals een concert voor tuinslang en Metropole Orkest. In het begin van de jaren zestig arrangeerde hij een aantal populaire werken voor het Metropole Orkest, toen onder leiding van Dolf van der Linden.
De muziekuitgever Piet Molenaar uit Wormerveer nodigde hem rond de jaren zestig uit, voor harmonie- en fanfareorkesten te componeren. Zijn eerste compositie voor dit medium waren zijn Highroad Impressions uit 1960. Het werk kreeg een lovende beoordeling van Henk van Lijnschooten en sindsdien zijn er talloze composities van zijn hand verschenen. Hij weet op een interessante manier aspecten van de moderne amusementsmuziek en van de Big Band te verweven.

## Composities

### Werken voor harmonie- en fanfareorkesten en brassband
- 1960 Highroad Impressions
  1. Coach ride in july
  2. On an ambling pad
  3. Tam o'shanter's canter
- 1962 Three Inventions
  1. Flippant – Inconsidéré – Lichtvaardig[1]
  2. Whimsical – Capricieux – Grillig[2]
  3. Sorta mixed – up – Méli-Mélo – Allegaartje
- 1963 Man in the Moon
- 1965 Man in the Street
- 1966 Man of many Parts
- 1966 Man about Town
- 1967 Playtime
- 1969 Gospel Rhapsody
- 1970 Going Dutch – Selectie Nederlandse Volksliederen in moderne stijl
- 1970 Gainsborough House
- 1970 Vaudeville Suite[3]
  1. Ouverture and Beginners
  2. Gypsy Scene
  3. Fashionable Five
  4. Burleske
  5. Nockabout Act and Finale
- 1972 Fiësta cu tres Banda
- 1973 Entertainment in three flats, voor brassband
- 1974 Vanessa
- 1977 Zodiac, voor brassband
- 1977 Flash Back
- 1979 Journey into Nowhere
- 1981 Theme by my Grandmother
- 1981 Point of no Return
- 1982 Toy Town Waltz
- 1982 Nobody's Fool
- 1983 Going Double Dutch
- 1983 Vivat Amicitia
- 1984 Twoodledree
- 1984 Lord of the Seas
- 1985 Shake before Using
- 1987 A Fairycocktail
- 1987 Come Dancing
- 1988 Visions for Video
- 1988 Townscapes
- 1988 Bal Champêtre
- Come Dancing

## Liedjes (gepubliceerd)
- Als de avond valt op de prairie (muziek: Pi Scheffer en Eddy Christiani, tekst: Emiel van de Brande)
- Blijf altijd braaf (muziek en tekst: Pi Scheffer en Bart Ekkers)
- Bloesem van seringen (muziek en tekst: Pi Scheffer, Jan Vogel en Han Dunk)
- Dorpsmuziek
- Hompie-kurkie (muziek en tekst: Pi Scheffer, Bart Ekkers en Jack Bess)
- Ik heb een boerderijtje (muziek en tekst: Pi Scheffer, Eddy Christiani en Stan Haag)
- Ik zoek (muziek en tekst: Pi Scheffer, Eddy Christiani en Henri d'Albert)
- Het klokje in het dal (muziek en tekst: Pi Scheffer en Bart Ekkers)
- Melancholie
- De messenwerper (tekst: Alexander Pola)
- Op een hoek van de straat (muziek en tekst: Pi Scheffer en Jan Vogel)
- Suzy, oh Suzy (tekst: Han Dunk)
- Zingt de gondelier (zijn liefdeslied) (muziek: Pi Scheffer en Joop de Leur, tekst: Jan de Cler)